# 吉里格斯火山

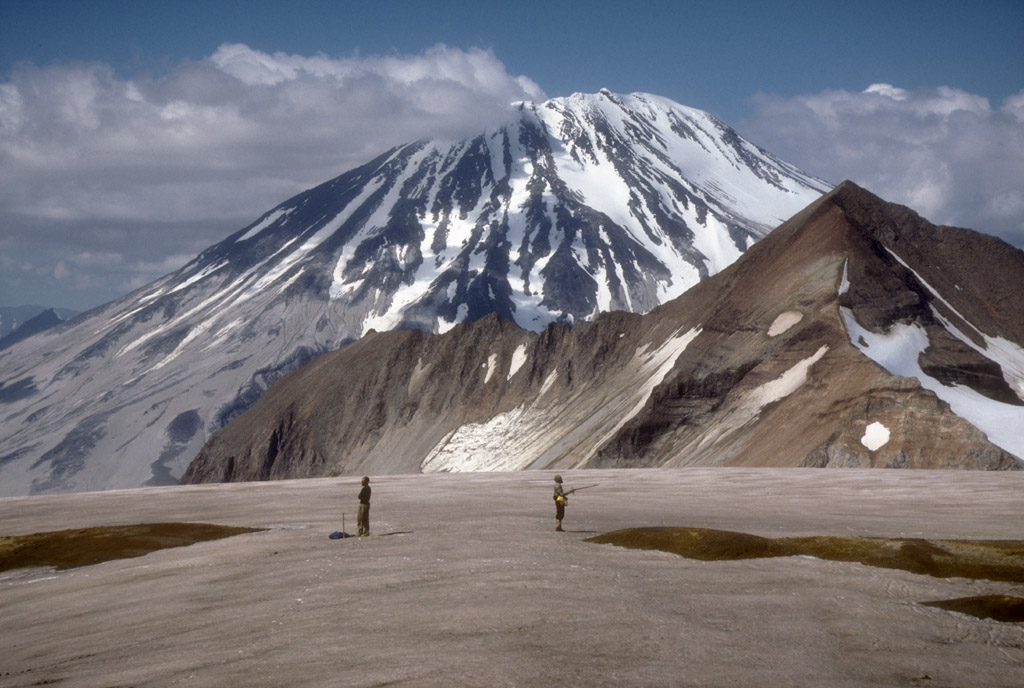

吉里格斯火山是美國的火山，位於卡特邁國家公園和自然保護區，由阿拉斯加州負責管轄，海拔高度2,317米，最近一次火山噴發在公元前1790年發生。

## 外部連結
- Volcanoes of the Alaska Peninsula and Aleutian Islands-Selected Photographs（页面存档备份，存于）